# 過干渉
過干渉（かかんしょう）は、ある対象に対し、必要以上に干渉すること。

本項では「保護者と被保護者間」での過干渉について記述する。

## 概要
過干渉は虐待の一種であり「保護者が我が子を一人の主体的な人間として認めず、その子供の意思や思考、自我の発達や自主性などを否定して、親が望む能力や思考を持つ子供に育てること」である。一方過保護は、「子供の意思が尊重されすぎ過剰に欲求を満たそうとしたり、被保護者自身に責任のある状況下で責任を肩代わりし過ぎてしまうこと」である。よく混同されるが、双方で一致するのは“教育上の問題”という点のみで内容は全くの別物である。
過干渉する親は、子供に早期教育をさせて、子供の能力の向上のことばかり考えてる一方、自己の確立と将来の自立のために必須である自己主張や感情表現、思春期における異性や恋愛への興味や接触、社会勉強や被保護者の世代の文化や娯楽を一方的に批判・禁止する。趣味や興味の対象、進学校への進学や知的労働が中心の職業への就職を強制させる等、対象者の思考を否定・禁止して、自分の価値観を無理やり押し付けたり、「しつけ」や「親の監督責任」として対象者の行動に目を光らせ、対象者のプライバシーを暴いて叱責したり、暴力を振るう。
後述するように、思春期や反抗期など自我の発達する段階では、しばしば他者（特に両親や教師からの）の干渉に不快感をおぼえる傾向が多く、保護者は自分の子供に対して監督責任があり、被保護者の行動が社会的にみて不適切な場合は、これを調べて行動を阻む事も家庭教育の範疇では当然の行為であるが、過干渉という場合には、社会通念上で容認できる範疇を逸脱して、または『監督責任』の意味あいを履き違えて子供の思考や行動を全般にわたって屈服させようとしトラブルを起こしたり、他者に迷惑を掛ける等と本来は叱るべき場面でも興味がなければ殆ど叱らないとあまりにも偏った傾向と解される。

## 構造
過干渉する親たちは「対象者を心配し、幸せになることを望んだ愛情からの躾」であるとしたがるが、実際には対象者が一つの人格を持った人間である事を認めることができず、「対象者は親の所有物である」といった観点で自らの価値観や好み、思考を一方的に押し付けて支配下に置きたがる親のエゴが見い出されており、「能力の高い子に育てて他者に自慢をしたい」という根本が殆どである。
端的に言えば、親子の考え方の相違、及び価値観などに対する境界線がない。また、常套句として「言う事を聞かないなら出て行け」と脅す場合がある。これは生存権を担保にした強要行為で、子も自分と同じ対等な人間であるといった感情そのものが欠落している毒親の典型的な例である。
人としての尊厳はなく"親の判断が絶対であり逆らう事は許さない"といった独善かつ独裁的な環境の中で子供がやりたい事ではなく、少なくとも成人するまでは塾や習い事、エリート教育等、親がさせたい事を有無を言わさず強制させて自分の子供を高学歴あるいは必要以上に優秀な人間に育てようとする（ 子供の外遊びの機会の減少による運動不足が都会で深刻化し、「体育の家庭教師」をつける親も ）。
また、親が出す条件(命令)を満たす能力や意思が相手になかった場合、それを容認する事ができず執拗に暴言(恫喝)や暴力で追いつめ、子供を萎縮させてしまう事がある。子供に愛情を与えなかったり衣食住を提供しなかったり寝かさないなどの折檻を"しつけ"と称して己の勝手な裁量で行い、社会そのものを甘く見ている傾向もある。子に対する監督責任の意味を履き違え、実際には監督ではなく監視している事に気がついておらず精神的に追い込んでいく。 出来のいい兄弟や友達、恋人と比べて罵ったり、逆に出来の悪い兄弟や友達、恋人と比べて反面教師にして見下すのが常態化し、更には全く関わっていない他人と比較しようとする。
何の抵抗も出来ず、常に我慢を余儀なくされる子供はやがて怒りや悲しみだけでなく喜びの感情まで押し殺して親の顔色を伺い”言う事を聞くいい子”を演じるようになり、我慢が爆発するまで(時には数十年以上も)耐え忍び、アダルトチルドレンとなる人や自立出来ず長期的な「ひきこもり」(精神疾患を発症している場合もある)で親子の高齢化が進み「8050問題」が社会問題となっている。
夫婦不仲などの日々の不満の捌け口として、対象者が活き活きと幼児期・思春期・青春時代を過ごし人生を謳歌することに対して嫉妬や怒りを抱き、「対象者が外の世界や人や恋愛等に興味を持ち親の支配下から離れるのを許さない」「抑圧して自分よりも弱い立場の人間を家族内に作り出して置きたい」「永遠に支配下に置いて将来の介護要員として家に縛り付けておきたい」といった非常に屈折した心理が見出されることもある。
過干渉の問題では、対象者は親から条件付の愛情しか与えられず、保護者によっては「躾の一環」として対象者の交遊関係にまで強引に介入（干渉）しようとすることもあるため、対象者は、親の逐一の批判や干渉が煩わしく、ストレスや罪悪感を覚え過大なエネルギーを消耗するため、対人関係そのものをおっくうに思うようにもなる。
また、幼児期から勉強や運動ができる一方、常識が身に付いておらず、自我を見せるごとに批判・抑圧されてばかりいるため、自己肯定感が低くなったり、自発的な行動に恐怖感を抱いたり、他者と対等に接する事や自己主張・感情表現に恐れや罪悪感を持って常に遠慮するといった人間に成長するので、周囲から孤立するようになり、それに加えて学業やスポーツにおいても好成績を収めている秀才な為、他者から嫉妬をされたり、イジメの対象にもされやすくなる。ただし武術や格闘技（特に空手やボクシングが多い）も習い、精通している子供がかなり多く、イジメが暴力である場合は他者を返り討ちにしてしまうこともある。

## 問題点
対象者の殆どは偏差値の高い大学に進学し、弁護士や検事等のような世間に羨望される職業に就く。他にも幼少期からスポーツを習い、身体を鍛えることを強要させられていたパターンが多いのかプロボクサー等の格闘家として活躍したり、豊富な知識を活かして学者や医師と言った職業に就く者も多い。
反面、保護者との被支配的関係が過度・長期に及び、批判・抑圧ばかりされてきて、知力と体力しか養われていないことから、まず自分自身によって行動計画を立てられなくなる。自己肯定感が低いために、自分が人並みの幸せや快楽を望む事にすら罪悪感を持ってしまったり、興味を失ってしまっていたりし、自身の人生設計を立てられなくなり、人生を立ち止まらざるをえなくなる。
子は成長過程において弱肉強食を信条し、常に他人の目が気になり「失敗 = 恥」と捉えて自主的な行動を異常なほど恐れるようになってしまったり、何かするにしても完璧主義になりがちで常に神経を張り詰めている状態の為、心身ともに疲労困憊な日常が続く。やがて心には深い闇が生まれ、将来的には疑惑癖などの強迫性障害を持つ大人へと成長する事もある。
また、自我が形成されていく段階において、同世代の人間との交遊や恋愛といった経験からコミュニケーション能力や社会性、対人関係構築術などを学ぶ機会のないまま大人になってしまったりする為、成人しても社会に順応する事が出来ず、社会から取り残されやすく、スポーツ業界にも過干渉で育った者はかなり多く、実力こそ極めて高く、個人競技等であれば優れた成果を出しやすいが野球やサッカー、バスケ等の集団競技ではの人との関わりも重要なのでコミュニケーションがとれずにそれに加えて複数のスポーツをしていた影響でオールラウンダーではあるが一つのスポーツに特化している訳ではないので挫折する選手が後を絶たない。
過干渉行為は傍目には「自分では何も決められない秀才児と、そんな子供を見捨てずに献身する親」という構図に映りがちなため、対象者の人物評価にも著しい悪影響を及ぼし、幼少時から養われた学力、鍛えられた運動機能を社会で生かすことができなくなる。
保護者側は自分達が行っている事が正義だと信じて疑わず、子の人権を侵害している事など微塵も感じていない場合がある。
結果、堂々と虐待をしている事に気づかず、子の側もそれがあたかも"当然"であるかのごとく長期にわたり洗脳されるので発見が遅れて気づいた時には悪徳商法等の詐欺を行って他者を騙す、殺人といった犯罪に手を染める等、既に社会復帰には程遠くなる事がある。